# Hardwareacceleratie

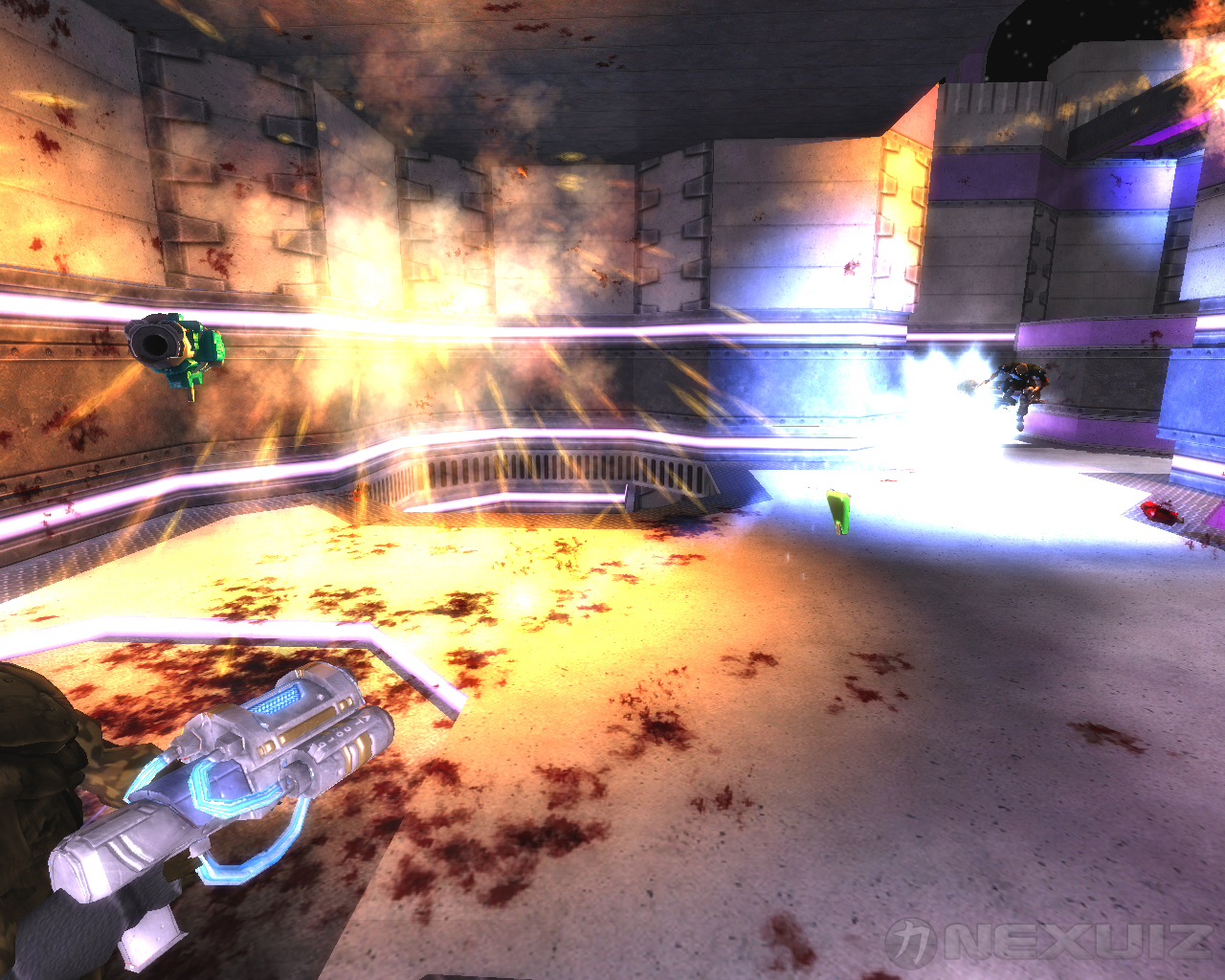
Veel first-person shooter computerspellen vereisen hardware-acceleratie om op voldoende snelheid te kunnen renderen.

In computerprogramma's verwijst hardwareacceleratie of hardwareversnelling naar het gebruik van hardware om bepaalde functionaliteit sneller uit te voeren dan wanneer dit gedaan zou worden in software (wat uitgevoerd wordt door een CPU). Voorbeelden zijn het renderen van computergraphics en het uitvoeren van complexe berekeningen, zoals natuurkundige simulaties. Door deze berekeningen in hardware uit te voeren (bijvoorbeeld op een grafische kaart of PPU) kan een (grote) snelheidswinst behaald worden.
Normaal gesproken zijn processors sequentieel waardoor berekeningen een voor een worden uitgevoerd. Op hardware kunnen berekeningen echter parallel worden uitgevoerd waardoor deze sneller kunnen worden uitgerekend dan een implementatie in software. De hardware waarop de berekeningen plaatsvinden wordt de hardware accelerator genoemd.
Het gebruiken van een grafische kaart voor niet-grafische berekeningen wordt GPGPU genoemd (general-purpose computing on graphics processing units).